# Adenogramma mollugo
Adenogramma mollugo är en kransörtsväxtart som beskrevs av Heinrich Gottlieb Ludwig Reichenbach. Adenogramma mollugo ingår i släktet Adenogramma och familjen kransörtsväxter. Inga underarter finns listade i Catalogue of Life.